# Propallene crassimanus
Propallene crassimanus is een zeespin uit de familie Callipallenidae. De soort behoort tot het geslacht Propallene. Propallene crassimanus werd in 1959 voor het eerst wetenschappelijk beschreven door Stock. 